# وزارة الزراعة ومصائد الأسماك والغابات (أستراليا)
وزارة الزراعة ومصايد الأسماك والغابات هي إدارة حكومية أسترالية تأسست في 1 يوليو 2022 كجزء من وزارة الزراعة والمياه والبيئة السابقة.